# Chips Hardy
Edward John "Chips" Hardy (Londres; 23 de enero de 1950) es un novelista, dramaturgo y guionista inglés. 
Chips y Elizabeth Ann Barret, su esposa, son los padres del actor Tom Hardy, con quien Hardy trabajó en la serie dramática Taboo de BBC One, como cocreador, escritor y productor consultor.

## Carrera profesional
Además de una carrera en publicidad como director creativo, Hardy ha escrito para televisión, cine, teatro, novelas y material de stand-up. 
Las producciones incluyen una serie de televisión para niños con una silla parlante llamada Helping Henry y About Face, un drama televisivo con Maureen Lipman. 
También ganó un premio de comedia británica por su trabajo junto con el comediante irlandés Dave Allen.
En 2007, la novela de Hardy Every Day A Small Victory se publicó en forma de despachos de primera línea de entre la vida salvaje en guerra en un área rural de Inglaterra, ilustrada por Oscar Grillo.
Blue on Blue, la obra oscuramente cómica de Hardy sobre las autolesiones, se presentó por primera vez en Londres en 2007.
La obra fue revivida en 2016 en Tristan Bates en Londres en asociación con BLESMA, la Asociación Británica de Exmilitares Limbless.
En 2008, el cabaret disfuncional de la única mujer de Hardy, ¡Hay algo en el refrigerador que quiere matarme!, corrió notablemente en el Festival de Edimburgo.
En 2009, inspirado por una idea de su hijo Tom, él y Tom crearon la historia que se convertiría en la serie de ocho partes Taboo de 2017. Hardy es el cocreador, escritor y productor consultor. Su trabajo en el guion de Taboo le valió el premio del Gremio de Escritores de Gran Bretaña al Mejor Drama de TV de formato largo en 2018.
En junio de 2021 se anunció que la próxima novela de Hardy, 'Seaton's Orchid', sería publicada por Chiselbury Publishing.